# NHL General Manager of the Year Award
Der NHL General Manager of the Year Award ist eine Eishockey-Auszeichnung der National Hockey League. Er wird seit 2010 jährlich an den General Manager eines Franchises verliehen, der sich im Verlauf der jeweiligen Spielzeit als der Fähigste erwiesen hat. Die Wahl findet unter den insgesamt 30 General Managern der Liga statt.
Dabei entscheidet ein 40-köpfiges Gremium, bestehend aus diesen 30 Managern sowie je 5 Vertretern der NHL und den Medien, über die Verleihung der Auszeichnung.
Der erste Gewinner der Auszeichnung war Don Maloney von den Phoenix Coyotes, der sich in der Endauswahl gegen George McPhee von den Washington Capitals und David Poile von den Nashville Predators durchsetzen konnte.

## Gewinner der Auszeichnung
| Jahr | Manager        | Team                 |
| ---- | -------------- | -------------------- |
| 2024 | Jim Nill       | Dallas Stars         |
| 2023 | Jim Nill       | Dallas Stars         |
| 2022 | Joe Sakic      | Colorado Avalanche   |
| 2021 | Lou Lamoriello | New York Islanders   |
| 2020 | Lou Lamoriello | New York Islanders   |
| 2019 | Don Sweeney    | Boston Bruins        |
| 2018 | George McPhee  | Vegas Golden Knights |
| 2017 | David Poile    | Nashville Predators  |
| 2016 | Jim Rutherford | Pittsburgh Penguins  |
| 2015 | Steve Yzerman  | Tampa Bay Lightning  |
| 2014 | Bob Murray     | Anaheim Ducks        |
| 2013 | Ray Shero      | Pittsburgh Penguins  |
| 2012 | Doug Armstrong | St. Louis Blues      |
| 2011 | Mike Gillis    | Vancouver Canucks    |
| 2010 | Don Maloney    | Phoenix Coyotes      |